# 우범기
우범기(禹笵基, 1963년 12월 19일~)는 대한민국의 정치인이다. 제40대 전라북도 전주시장(민선 8기)이다.
전북 부안 출생으로, 전주해성고와 서울대 경영학과를 졸업하였다. 행정고시 35회 출신으로, 광주광역시 경제부시장, 기획재정부 장기전략국장, 전라북도 정무부지사 등을 역임하였다.
2022년 6월 1일, 제8회 전국동시지방선거 전북 전주시장 선거에서 160,339 표를 얻으며 74.12%의 득표율로 당선되었다.

## 학력
- 전주해성고등학교 졸업
- 서울대학교 경영학 학사

## 경력
- 제35회 행정고시 합격
- 기획예산처 재정분석과장
- 기획재정부 기금운용계획과장
- 기획재정부 재정기획과장
- 기획재정부 재정관리총괄과장
- 2014.02 ~ 2014.09: 통계청 기획조정관
- 2014.09 ~ 2016.08: 제4대 광주광역시 경제부시장
- 기획재정부 장기전략국장
- 2019.02 ~ 2019.09: 더불어민주당 정책위원회 예산결산수석전문위원
- 2019.09 ~ 2021.09: 제19대 전라북도 정무부지사
- 2022.07 ~ : 제40대 전북특별자치도 전주시장(민선 8기, 더불어민주당, 초선)

## 역대 선거 결과
| 실시년도 | 선거      | 대수 | 직책 | 선거구      | 정당         | 득표수     | 득표율          | 순위 | 당락 | 비고           |
| -------- | --------- | ---- | ---- | ----------- | ------------ | ---------- | --------------- | ---- | ---- | -------------- |
| 2022년   | 지방 선거 | 40대 | 시장 | 전북 전주시 | 더불어민주당 | 160,339 표 | \| \| 74.12% \| | 1위  |      | 초선, 민선 8기 |
|          | 74.12%    |      |      |             |              |            |                 |      |      |                |

## 같이 보기
- 전주시장
- 광주광역시 부시장
- 전북특별자치도 부지사